# De fire Ryttere
De fire Ryttere (originaltitel: The Four Horsemen of the Apocalypse) er en amerikansk stumfilm fra 1921 instrueret af Rex Ingram. Det var Rudolph Valentinos gennembrudsfilm som filmskuespiller.

## Medvirkende
- Pomeroy Cannon som Madariaga
- Josef Swickard som Marcelo Desnoyers
- Bridgetta Clark som Doña Luisa
- Rudolph Valentino som Julio Desnoyers
- Virginia Warwick som Chichí
- Alan Hale som Karl von Hartrott
- Mabel Van Buren som Elena